# 1455년 순천 지진
1455년 순천 지진은 1455년 1월 15일 (단종 2년 12월 28일) 전라남도 순천에서 발생한 전라남도 최대 규모의 지진이다.

## 당시 기록
단종실록은 이 지진에 대해 다음과 같이 언급하고있다.
경상도 초계(草溪)·선산(善山)·흥해(興海)와 전라도 전주(全州)·익산(益山)·용안(龍安)·흥덕(興德)·무장(茂長)·고창(高敞)·영광(靈光)·함평(咸平)·무안(務安)·나주(羅州)·영암(靈巖)·해남(海南)·진도(珍島)·강진(康津)·장흥(長興)·보성(寶城)·흥양(興陽)·낙안(樂安)·순천(順天)·광양(光陽)·구례(求禮)·운봉(雲峯)·남원(南原)·임실(任實)·곡성(谷城)·장수(長水)·순창(淳昌)·금구(金溝)·함열(咸悅) 및 제주(濟州)의 대정(大靜)·정의(旌義)에 지진(地震)이 일어나 담과 가옥이 무너지고 허물어졌으며, 사람이 많이 깔려 죽었으므로, 향(香)과 축문(祝文)을 내려 해괴제(解怪祭)를 행하였다.— 단종실록 12권, 단종 2년 12월 28일 갑진 2번째기사